# Ivan Nikolaevici Sirko
Ivan Nikolaevici Sirko (în rusă Иван Николаевич Сирко) (n. 1900 – d. 1976) a fost un politician sovietic, care a îndeplinit funcția de prim-secretar al Comitetului Regional Moldova al Partidului Comunist din Ucraina (1931-1932).

## Biografie
Ivan Sirko s-a născut în anul 1900. În anul 1919 a devenit membru al Partidului Comunist din Rusia (bolșevic). În perioada 15 iunie 1930 - 22 noiembrie 1933 a fost membru supleant al Comitetului Central al Partidului Comunist din Ucraina, fiind eliberat din acest post prin decizia Plenarei din 18-22 noiembrie 1933 a Comitetului Central al PC din Ucraina.
În perioada iulie 1932 - 27 mai 1933 a îndeplinit funcția de prim-secretar al Comitetului Regional Moldova al Partidului Comunist din Ucraina, înlocuindu-l în acest post pe Ivan Placinda.
Ivan Sirko a încetat din viață în anul 1976.